# Saïd Ḥawwa
Saïd Hawwa (arabe : سعيد حوى, Saʽīd Ḥawwá) (1935-1989) est un érudit syrien Hanafi, un symbole de la résistance à Hafez el-Assad et un membre éminent et un idéologue éminent des Frères musulmans en Syrie. Hawwa est l'auteur d'un grand nombre de livres traitant des principes et structures organisationnels appropriés pour les organisations islamistes, de la formation spirituelle et pratique appropriée pour les militants musulmans et des questions d'interprétation, de jurisprudence et de croyance dans l'Islam. En tant que membre de haut rang des Frères syriens, il a participé à l'escalade des troubles dirigés contre le régime baasiste tout au long des années 1960 et 1970 et a joué un rôle clé depuis son exil dans la dernière partie du soulèvement islamiste raté en Syrie de 1976–1982.
Hawwa fut l'un des premiers érudits éminents, connu pour son opposition virulente au mouvement khomeiniste iranien. Dans son traité « Khomeiny, déviation des doctrines, déviation des positions », Hawwa a dénoncé les croyances de Khomeini comme hérétiques et a attaqué la révolution khomeiniste comme un projet visant à étendre l'influence iranienne dans le monde arabe. Le traité de Hawwa a eu un impact énorme parmi les sunnites du monde musulman, de plus en plus opposés à la politique iranienne.